# Djurgårdens IF herrfotboll 2004
Djurgårdens IF Fotboll, säsongen 2004. Deltog i följande mästerskap: Allsvenskan, Svenska cupen och kval till Champions League. Laget kom inte överens med Stockholms stad om hyran för hemmaarenan Stockholms Stadion och spelade därför sina hemmamatcher på Råsunda i Solna. Kontraktet gällde inte för cupmatcher och dessa spelades istället på Stadion.
Tack vare fjärdeplatsen kvalificerade sig laget för den nya turneringen Royal League. Laget vann även Svenska cupen efter att ha besegrat IFK Göteborg i finalen.

## Truppen

### Ledarstab
| Nat                                             | Tränare              | Position             | Född       | I DIF sedan                                               | Kom från                           |
| ----------------------------------------------- | -------------------- | -------------------- | ---------- | --------------------------------------------------------- | ---------------------------------- |
| Sverige                                         | Kjell Jonevret       | Huvudtränare         | 1962-06-28 | 2004*                                                     | FC Café Opera                      |
| Socialistiska federativa republiken Jugoslavien | Zoran Lukic (lämnat) | Huvudtränare         | 1956-11-27 | 1999 (och 1993-1998 som juniortränare)                    | Djurgårdens IF (som juniortränare) |
| Sverige                                         | Stefan Rehn          | Assisterande tränare | 1966-09-22 | 2003 (som tränare), 2000-2002 och 1984-1989 (som spelare) | Djurgårdens IF (som spelare)       |
| Sverige                                         | Kjell Frisk          | Målvaktstränare      | 1964-04-27 | 1999 (som tränare), 1990-1995 (som spelare)               | Spårvägens IF (som spelare)        |
| Sverige                                         | Siv Lundqvist        | Materialförvaltare   |            |                                                           |                                    |
| Sverige                                         | Kjell Lundqvist      | Materialförvaltare   |            |                                                           |                                    |
| Sverige                                         | Mats Hallberg        | Läkare               | 1962-02-07 | 2003                                                      |                                    |
| Sverige                                         | Magnus Forssblad     | Läkare               | 1954-05-10 | 1989                                                      |                                    |
| Sverige                                         | Lars-Erik Sandler    | Beteendevetare       | 1942-03-05 | 2001                                                      |                                    |
| Sverige                                         | Martin Nyman         | Fystränare           | 1970-05-23 | 2004                                                      |                                    |
| Sverige                                         | Inge Johansson       | Styrketränare        | 1937-08-26 | 1999                                                      |                                    |
| Sverige                                         | Oskar In de Betou    | Naprapat             | 1979-07-22 | 2004                                                      |                                    |
| Sverige                                         | Henrik Andersson     | Naprapat             | 1974       | 2003                                                      |                                    |

### Spelartrupp
| Nr | Nat            | Spelare                     | Position    | Född       | Längd  | Vikt  | I DIF sedan           | Kontrakt till | Kom från                | Moderklubb              |
| -- | -------------- | --------------------------- | ----------- | ---------- | ------ | ----- | --------------------- | ------------- | ----------------------- | ----------------------- |
| 15 | Sverige        | Andreas Isaksson (lämnat)   | Målvakt     | 1981-10-03 | 199 cm | 88 kg | 2001                  | 2004-12-31    | Juventus FC             | Östra Torps GIF         |
| 15 | Gambia         | Pa Dembo Touray             | Målvakt     | 1980-03-31 | 198 cm | 98 kg | 2000                  | 2005-12-31    | Real de Banjul          | Real de Banjul          |
| 30 | Sverige        | Oskar Wahlström             | Målvakt     | 1976-08-16 | 198 cm | 95 kg | 2004                  | 2006-12-31    | Västerås SK             | Bie GoIF                |
| 35 | Sverige        | Anders Alé                  | Målvakt     | 1967-12-08 | 193 cm | 90 kg | 2002*                 | 2004-12-31    | Enköpings SK            | Fagersta Södra IK       |
| 2  | Sverige        | Matias Concha               | Back        | 1980-03-31 | 180 cm | 82 kg | 2004                  | 2007-12-31    | Malmö FF                | Kulladals FF            |
| 3  | Sverige        | Fredrik Stenman             | Back        | 1983-06-02 | 197 cm | 82 kg | 2003*                 | 2006-12-31    | IF Elfsborg             | Munktorps BK            |
| 4  | Sverige        | Elias Storm                 | Back        | 1979-07-19 | 190 cm | 87 kg | 2002                  | 2005-12-31    | Spårvägens FF           | Älvsjö AIK              |
| 5  | Island         | Sölvi Ottesen               | Back        | 1984-02-18 | 190 cm | 82 kg | 2004*                 | 2008-12-31    | Vikingur Reykjavik FC   | Vikingur Reykjavik FC   |
| 6  | Finland        | Toni Kuivasto               | Back        | 1975-12-31 | 187 cm | 83 kg | 2003*                 | 2006-12-31    | Viking FK               | FC Ilves                |
| 12 | Sverige        | Markus Karlsson (lagkapten) | Back        | 1972-08-30 | 185 cm | 80 kg | 1996                  | 2005-12-31    | Rimbo IF                | BKV Norrtälje           |
| 18 | Sverige        | Niclas Rasck                | Back        | 1969-03-10 | 178 cm | 74 kg | 1999                  | 2004-12-31    | Örebro SK               | Ludvika FK              |
| 21 | Sverige        | Richard Spong               | Back        | 1983-09-23 | 182 cm | 75 kg | 2003                  | 2005-12-31    | Coventry City FC        | IK Frej                 |
|    | Kongo-Kinshasa | Blaise Mbemba (utlånad)     | Back        | 1983-10-03 | 172 cm | 73 kg | 2002                  |               | Kongo Kinshasa Star     | Kongo Kinshasa Star     |
| 7  | Sverige        | Johan Arneng                | Mittfältare | 1979-06-14 | 175 cm | 74 kg | 2003                  | 2005-12-31    | Vålerenga IF            | IK Oddevold             |
| 10 | Sverige        | Andreas Johansson           | Mittfältare | 1978-07-05 | 181 cm | 80 kg | 2000                  | 2006-12-31    | AIK FF                  | Melleruds IF            |
| 13 | Sverige        | Stefan Bergtoft             | Mittfältare | 1979-03-24 | 179 cm | 72 kg | 2000                  | 2006-12-31    | Spånga IS               | Kälvesta IoF            |
| 16 | Sverige        | Markus Johannesson          | Mittfältare | 1975-05-29 | 185 cm | 84 kg | 2004*                 | 2008-12-31    | Örgryte IS              | Rölanda IF              |
| 19 | Slovakien      | Juraj Dovicovic             | Mittfältare | 1980-04-28 | 182 cm | 73 kg | 2004*                 | 2004-12-31    | FK ZTS Dubnica          | FC Nitra                |
| 23 | Kongo-Kinshasa | Yannick Bapupa              | Mittfältare | 1982-01-21 | 179 cm | 76 kg | 2002                  | 2007-12-31    | Kongo Kinshasa Star     | Kongo Kinshasa Star     |
| 77 | Sverige        | Abgar Barsom                | Mittfältare | 1977-09-04 | 172 cm | 73 kg | 2004 (och 2000-2002)  | 2006-12-31    | SC Heerenveen           | BK Forward              |
| 8  | Sverige        | Tobias Hysén                | Anfallare   | 1982-03-09 | 179 cm | 79 kg | 2004                  | 2007-12-31    | BK Häcken               | Lundby IF               |
| 9  | Nederländerna  | Geert den Ouden (lämnat)    | Anfallare   | 1976-07-24 | 193 cm | 88 kg | 2003*                 | 2005-12-31    | RBC Roosendaal          | NOC Rotterdam           |
| 11 | Finland        | Daniel Sjölund              | Anfallare   | 1983-04-22 | 178 cm | 73 kg | 2003                  | 2006-12-31    | Liverpool FC            | IF Finströms Kamraterna |
| 14 | Sverige        | Babis Stefanidis (lämnat)   | Anfallare   | 1981-03-08 | 180 cm | 71 kg | 2001*                 | 2004-12-31    | Iraklis FC              | IF Brommapojkarna       |
| 17 | Danmark        | Søren Larsen                | Anfallare   | 1981-09-06 | 193 cm | 86 kg | 2004*                 | 2007-06-30    | Brøndby IF              | Køge BK                 |
| 19 | Sverige        | Pär Cederqvist (lämnat)     | Anfallare   | 1980-03-10 | 184 cm | 82 kg | 2003                  | 2005-12-31    | Åtvidabergs FF          | IFK Värnamo             |
| 20 | Sverige        | Tomas Backman               | Anfallare   | 1980-06-16 | 185 cm | 85 kg | 2004*                 | 2008-12-31    | Friska Viljor FC        | Kubbe/Norrflärke IF     |
| 22 | Gambia         | Aziz Corr Nyang (lämnat)    | Anfallare   | 1984-08-27 | 180 cm | 63 kg | 2002                  | 2005-12-31    | IFK Lidingö             | IFK Lidingö             |
| 24 | Kongo-Kinshasa | René Makondele              | Anfallare   | 1982-04-20 | 175 cm | 72 kg | 2002                  | 2007-12-31    | Kongo Kinshasa Star     | Kongo Kinshasa Star     |
| 25 | Sverige        | Patrick Amoah               | Anfallare   | 1986-08-18 | 184 cm | 77 kg | 2004                  |               | Djurgårdens IF Juniorer | Djurgårdens IF          |
|    | Sverige        | Samuel Wowoah (utlånad)     | Anfallare   | 1976-06-17 | 175 cm | 72 kg | 2002* (och 1999-2000) | 2005-12-31    | Halmstads BK            | Örebro SK               |
|    | Sverige        | Pagguy Zunda (utlånad)      | Anfallare   | 1983-05-23 | 181 cm | 71 kg | 2000                  | 2004-12-31    | Djurgårdens IF Juniorer | Djurgårdens IF          |

## Allsvenskan
| Omgång | Datum        | Motståndare     | H/B | Resultat | Målskyttar                                                                                         | Varningar                                            | Domare               | Publik | Arena            | Position |
| ------ | ------------ | --------------- | --- | -------- | -------------------------------------------------------------------------------------------------- | ---------------------------------------------------- | -------------------- | ------ | ---------------- | -------- |
| 1      | 5 april      | Trelleborgs FF  | B   | 2-2      | Hysén 36' (Johansson), Johansson 64' (Kuivasto)                                                    | Barsom 11', den Ouden 32', Johansson 50', Arneng 54' | Martin Hansson       | 6 154  | Vångavallen      | 4        |
| 2      | 13 april     | AIK             | H   | 3-1      | Stefanidis 53' (Bergtoft), Bergtoft 59' (Hysén), Johansson 67' (Hysén)                             | Bergtoft 28', Stenman 51'                            | Peter Fröjdfeldt     | 32 590 | Råsunda          | 4        |
| 3      | 19 april     | Helsingborg     | B   | 1-1      | Johansson 73' (den Ouden)                                                                          | Johansson 19', Bergtoft 22'                          | Anders Frisk         | 10 254 | Olympia          | 4        |
| 4      | 25 april     | GIF Sundsvall   | H   | 3-1      | den Ouden (2) 45' (Johansson), 68' (Johansson), Johansson 6' (Concha)                              | den Ouden 41', Barsom 90'                            | Daniel Stålhammar    | 11 755 | Råsunda          | 3        |
| 5      | 2 maj        | Landskrona BoIS | B   | 0-2      | | Bergtoft 25', Karlsson 38' (rött)                    | Leif Sundell         | 6 387  | Landskrona IP    | 6        |
| 6      | 9 maj        | Kalmar FF       | H   | 0-3      | | den Ouden 3', Johansson 78' (rött)                   | Miro Ulakovic        | 11 308 | Råsunda          | 7        |
| 7      | 12 maj       | IF Elfsborg     | B   | 0-0      | | Karlsson 32'                                         | Håkan Jonasson       | 5 520  | Ryavallen        | 7        |
| 8      | 18 maj       | IFK Göteborg    | H   | 1–2      | Johansson 74'                                                                                      | Makondele 75'                                        | Peter Fröjdfeldt     | 15 079 | Råsunda          | 9        |
| 9      | 24 maj       | Örgryte IS      | H   | 2–1      | Sjölund 56' (Johansson), Stefanidis 74' (Concha)                                                   |                                                      | Martin Ingvarsson    | 8 711  | Råsunda          | 7        |
| 10     | 7 juli       | Halmstads BK    | B   | 2–2      | Självmål 29', den Ouden 38'                                                                        | Johansson 31'                                        | Martin Ingvarsson    | 13 297 | Örjans Vall      | 7        |
| 11     | 14 juli      | Malmö FF        | H   | 0–2      | | Barsom 47', Kuivasto 84'                             | Peter Fröjdfeldt     | 13 380 | Råsunda          | 7        |
| 12     | 19 juli      | Hammarby IF     | B   | 0–3      | | Barsom 22', Karlsson 36', Backman 64'                | Martin Ingvarsson    | 24 165 | Råsunda          | 8        |
| 13     | 24 juli      | Örebro SK       | H   | 5–1      | Självmål 1', Arneng 28' (Hysén), den Ouden 52' (Johansson), Hysén 68' (Stenman), Amoah 71' (Hysén) |                                                      | Martin Hansson       | 7 701  | Råsunda          | 7        |
| 14     | 31 juli      | Kalmar FF       | B   | 1–1      | Bapupa 50' (Hysén)                                                                                 | Bapupa 59', den Ouden 62', Storm 84'                 | Martin Ingvarsson    | 9 031  | Fredriksskans IP | 8        |
| 15     | 7 augusti    | Landskrona BoIS | H   | 1–1      | Dovicovic 6' (Arneng)                                                                              | Arneng 57'                                           | Miro Ulakovic        | 6 998  | Råsunda          | 8        |
| 16     | 15 augusti   | Halmstads BK    | H   | 1–1      | Johansson 59' (straff)                                                                             | Johansson 50', Johannesson 58' (rött)                | Martin Hansson       | 11 656 | Råsunda          | 9        |
| 17     | 21 augusti   | Örgryte IS      | B   | 1–0      | Hysén 21' (Johansson)                                                                              |                                                      | Håkan Jonasson       | 3 554  | Gamla Ullevi     | 8        |
| 18     | 30 augusti   | Örebro SK       | B   | 2–0      | Storm 88' (Sjölund), Arneng 90' (Hysén)                                                            |                                                      | Martin Ingvarsson    | 8 103  | Behrn Arena      | 6        |
| 19     | 11 september | Hammarby IF     | H   | 1–0      | Makondele 52' (Hysén)                                                                              | Arneng 62'                                           | Martin Ingvarsson    | 20 750 | Råsunda          | 6        |
| 20     | 20 september | Malmö FF        | B   | 0–2      | | Johansson 51'                                        | Peter Fröjdfeldt     | 18 218 | Malmö Stadion    | 6        |
| 21     | 23 september | AIK             | B   | 1–1      | Stenman 80' (Johansson)                                                                            |                                                      | Peter Fröjdfeldt     | 18 876 | Råsunda          | 6        |
| 22     | 26 september | Trelleborgs FF  | H   | 5–0      | Johansson 6' (Hysén), Stenman 15' (Johansson), Backman 36', Amoah 44', Barsom 79' (Arneng)         | Kuivasto 59'                                         | Markus Strömbergsson | 5 448  | Råsunda          | 5        |
| 23     | 4 oktober    | IFK Göteborg    | B   | 0–2      | | Backman 54'                                          | Peter Fröjdfeldt     | 21 749 | Ullevi           | 6        |
| 24     | 17 oktober   | IF Elfsborg     | H   | 3–2      | Johansson (2) 63', 78' (straff), Arneng 74'                                                        |                                                      | Martin Ingvarsson    | 5 661  | Råsunda          | 5        |
| 25     | 25 oktober   | GIF Sundsvall   | B   | 1-0      | Johansson 85'                                                                                      | Storm 31', Bapupa 83'                                | Leif Sundell         | 6 158  | Norrporten Arena | 4        |
| 26     | 30 oktober   | Helsingborgs IF | H   | 2-1      | Johansson 49' (straff), Stenman 88' (Hysén)                                                        | Concha 36'                                           | Anders Frisk         | 9 148  | Råsunda          | 4        |

## Svenska cupen
| Omgång          | Datum      | Motståndare     | H/B | Resultat | Målskyttar                                    | Varningar                  | Domare               | Publik | Arena              |
| --------------- | ---------- | --------------- | --- | -------- | --------------------------------------------- | -------------------------- | -------------------- | ------ | ------------------ |
| Andra omgången  | 5 maj      | IFK Timrå       | B   | 3-1      | Stefanidis 6', Hysén 9', Stenman 43' (straff) |                            | Markus Strömbergsson | 2 706  | Timrå IP           |
| Tredje omgången | 21 maj     | Helsingborgs IF | H   | 3-1      | Arneng 3', Johansson 17', Hysén 41'           | Stefanidis                 | Keijo Hyvärinen      | 4 015  | Stockholms Stadion |
| Fjärde omgången | 2 juli     | GIF Sundsvall   | H   | 3-2      | Arneng 30', Makondele 63', den Ouden 65'      |                            | Håkan Jonasson       | 3 520  | Stockholms Stadion |
| Kvartsfinal     | 14 oktober | IFK Norrköping  | B   | 1-0      | Johansson 84' (straff)                        | Ottesen, Storm             | Åke Andreasson       | 6 507  | Idrottsparken      |
| Semifinal       | 20 oktober | Östers IF       | B   | 2-0      | Sjölund 4', Johansson 40'                     | Sjölund                    |                      | 1 977  | Värendsvallen      |
| Final           | 6 november | IFK Göteborg    | N   | 3-1      | Sjölund (2) 5', 67', Johansson 57'            | Hysén 45', Johannesson 84' | Leif Sundell         | 9 417  | Råsunda            |

## Europaspel

### Uefa Champions League 2004/2005
| Omgång                 | Datum           | Motståndare | H/B | Resultat | Målskyttar                                   | Varningar                      | Domare           | Publik | Arena             |
| ---------------------- | --------------- | ----------- | --- | -------- | -------------------------------------------- | ------------------------------ | ---------------- | ------ | ----------------- |
| Kvalomgång 2 match 1/2 | 28 juli 2004    | FBK Kaunas  | H   | 0-0      |                                              | den Ouden 73', Johannesson 84' | Cristian Balaj   | 4 449  | Råsunda           |
| Kvalomgång 2 match 2/2 | 4 augusti 2004  | FBK Kaunas  | B   | 2-0      | Johansson 25', Barsom 68'                    |                                | Dragomir Tanovic | 3 500  | Darius Girenas    |
| Kvalomgång 3 match 1/2 | 10 augusti 2004 | Juventus    | B   | 2-2      | Johansson 45+1' (straff), Hysén 49' (Arneng) |                                | Herbert Fandel   | 26 146 | Stadio delle Alpi |
| Kvalomgång 3 match 2/2 | 25 augusti 2004 | Juventus    | H   | 1-4      | Arneng 19'                                   | Karlsson 58'                   | Graham Poll      | 32 058 | Råsunda           |

### Uefacupen 2004/2005
| Omgång             | Datum             | Motståndare | H/B | Resultat | Målskyttar                       | Varningar | Domare            | Publik | Arena             |
| ------------------ | ----------------- | ----------- | --- | -------- | -------------------------------- | --------- | ----------------- | ------ | ----------------- |
| Omgång 1 match 1/2 | 16 september 2004 | FC Utrecht  | B   | 0-4      |                                  |           | Levan Paniashvili | 17 000 | Nieuw Galgenwaard |
| Omgång 1 match 2/2 | 30 september 2004 | FC Utrecht  | H   | 3-0      | Hysén (2) 40', 81', Johansson 3' |           | Fritz Stuchlik    | 4 449  | Råsunda           |

### Royal League 2004/2005
| Omgång    | Datum            | Motståndare  | H/B | Resultat | Målskyttar                                       | Varningar                                  | Domare             | Publik | Arena              |
| --------- | ---------------- | ------------ | --- | -------- | ------------------------------------------------ | ------------------------------------------ | ------------------ | ------ | ------------------ |
| Gruppspel | 11 november 2004 | Rosenborg BK | B   | 4-4      | Hysén (2) 39' (Amoah), 42', Storm 71', Amoah 72' | Rasck 86'                                  | Mikael Svendsen    | 7 925  | Lerkendal          |
| Gruppspel | 2 december 2004  | Vålerenga IF | B   | 1-3      | Hysén 65' (Johansson)                            |                                            | Claus Bo Larsen    | 4 307  | Vallhall           |
| Gruppspel | 5 december 2004  | Esbjerg fB   | H   | 0-3      |                                                  | Makondele 55'                              | Tommy Skjerven     | 2 009  | Råsunda            |
| Gruppspel | 12 februari 2005 | Vålerenga IF | H   | 0-1      |                                                  | Johannesson 5', Arneng 41', Kusi-Asare 42' | Mikael Svendsen    | 5 281  | Råsunda            |
| Gruppspel | 17 februari 2005 | Esbjerg fB   | B   | 0-1      |                                                  | Johannesson 34                             | Kjell Alseth       | 2 473  | Esbjerg Idrætspark |
| Gruppspel | 24 februari 2005 | Rosenborg BK | H   | 0-1      |                                                  |                                            | Nicolai Vollquartz | 1 268  | Råsunda            |

## Träningsmatcher

### Nackas minne
| Omgång    | Datum            | Motståndare     | H/B | Resultat | Målskyttar                            | Publik | Arena  |
| --------- | ---------------- | --------------- | --- | -------- | ------------------------------------- | ------ | ------ |
| Gruppspel | 14 januari 18:30 | AIK FF          | B   | 2-0      | Cederqvist, Johansson                 | 9 557  | Globen |
| Gruppspel | 14 januari 19:24 | HJK Helsingfors | H   | 4-2      | Johansson, Sjölund, Hysén, Stefanidis | 9 557  | Globen |
| Gruppspel | 14 januari 20:18 | FC Köpenhamn    | B   | 3-1      | den Ouden (2), Bergtoft               | 9 557  | Globen |
| Gruppspel | 14 januari 21:12 | Hammarby IF FF  | H   | 0-0      |                                       | 9 557  | Globen |

### Träningsmatcher
| Datum             | Motståndare        | H/B | Resultat | Målskyttar                                                                | Publik | Arena                  |
| ----------------- | ------------------ | --- | -------- | ------------------------------------------------------------------------- | ------ | ---------------------- |
| 13 februari 15:15 | FC Köpenhamn       | B   | 1–4      | den Ouden                                                                 |        | Birkeröd Stadion       |
| 25 februari 19:00 | Västerås SK        | H   | 1–3      | Cederqvist                                                                | 1 351  | Skytteholms IP         |
| 28 februari 13:00 | FC Café Opera      | H   | 0-0      |                                                                           |        | Skytteholms IP         |
| 5 mars 17:30      | Odense Boldklub    | B   | 1-3      | Hysén                                                                     | 200    | Århus Stadion          |
| 7 mars 14:00      | AGF Århus          | B   | 0-2      |                                                                           | 2 300  | Århus Stadion          |
| 13 mars 12:00     | Rosenborg BK       | B   | 0-5      |                                                                           | 500    | ABRA-hallen            |
| 17 mars           | Portimonense       | B   | 2-1      | Johansson, Makondele                                                      |        | Portugal               |
| 24 mars 17:00     | Sporting (B-laget) | B   | 2-1      | Johansson, Barsom                                                         | 70     | Academia Sporting      |
| 27 mars 13:00     | FC Flora           | H   | 5-0      | den Ouden (2), Hysén, Sjölund, Makondele                                  | 2 000  | Graningevallen         |
| 31 mars 17:00     | Assyriska FF       | H   | 0-2      |                                                                           |        | Graningevallen         |
| 9 juni            | IFK Värnamo        | B   | 0-0      |                                                                           |        | ?                      |
| 15 juni 18:30     | Umeå FC            | B   | 2-0      | Amoah, Barsom                                                             | 1 340  | Gammliavallen          |
| 23 juni 19:00     | IK Brage           | B   | 6-0      | Makondele (2) 25', 35', Amoah (2) 61', 90', Stenman 5' (straff), Hysén 9' | 309    | Domnarvsvallen         |
| 29 juni 19:00     | Aalborg BK         | H   | 5-4      | den Ouden (2), Hysén, Concha, Dovicovic                                   | 1500   | Sportcentrum Norrtälje |
| 24 november 19:00 | IK Frej            | H   | 2-0*     | Johannesson, Sjölund                                                      |        | Graningevallen         |

- Matchen mot IK Frej bröts efter 50 minuter på grund av för mycket snö.

## Statistik

### För spelåret 2004
| Spelare            | Allsvenskan | Allsvenskan | Allsvenskan | Allsvenskan | Svenska cupen | Svenska cupen | Svenska cupen | Svenska cupen | Europaspel | Europaspel | Europaspel | Europaspel | Royal League | Royal League | Royal League | Royal League | Totalt | Totalt | Totalt | Totalt |
| Spelare            | Ma          | Må          | As          | Po          | Ma            | Må            | As            | Po            | Ma         | Må         | As         | Po         | Ma           | Må           | As           | Po           | Ma     | Må     | As     | Po     |
| ------------------ | ----------- | ----------- | ----------- | ----------- | ------------- | ------------- | ------------- | ------------- | ---------- | ---------- | ---------- | ---------- | ------------ | ------------ | ------------ | ------------ | ------ | ------ | ------ | ------ |
| Andreas Johansson  | 23          | 11          | 7           | 18          | 5             | 4             | 0             | 4             | 6          | 3          | 0          | 3          | 3            | 3            | 1            | 4            | 37     | 21     | 8      | 29     |
| Tobias Hysén       | 25          | 3           | 9           | 12          | 6             | 2             | 0             | 2             | 6          | 3          | 0          | 3          | 3            | 0            | 0            | 0            | 40     | 8      | 9      | 17     |
| Johan Arneng       | 25          | 3           | 2           | 5           | 6             | 2             | 0             | 2             | 6          | 1          | 1          | 2          | 3            | 0            | 0            | 0            | 40     | 6      | 3      | 9      |
| Geert den Ouden    | 13          | 4           | 1           | 5           | 2             | 1             | 0             | 1             | 2          | 0          | 0          | 0          | 0            | 0            | 0            | 0            | 17     | 5      | 1      | 6      |
| Daniel Sjölund     | 17          | 1           | 1           | 2           | 4             | 3             | 0             | 3             | 2          | 0          | 0          | 0          | 3            | 0            | 0            | 0            | 26     | 4      | 1      | 5      |
| Fredrik Stenman    | 26          | 3           | 1           | 4           | 6             | 1             | 0             | 1             | 5          | 0          | 0          | 0          | 3            | 0            | 0            | 0            | 40     | 4      | 1      | 5      |
| Patrick Amoah      | 10          | 2           | 0           | 2           | 2             | 0             | 0             | 0             | 3          | 0          | 0          | 0          | 2            | 1            | 1            | 2            | 17     | 3      | 1      | 4      |
| Babis Stefanidis   | 10          | 2           | 0           | 2           | 3             | 1             | 0             | 1             | 0          | 0          | 0          | 0          | 0            | 0            | 0            | 0            | 13     | 3      | 0      | 3      |
| Elias Storm        | 16          | 1           | 0           | 1           | 4             | 0             | 0             | 0             | 6          | 0          | 0          | 0          | 3            | 1            | 0            | 1            | 29     | 2      | 1      | 3      |
| Abgar Barsom       | 15          | 1           | 0           | 1           | 1             | 0             | 0             | 0             | 6          | 1          | 0          | 1          | 0            | 0            | 0            | 0            | 22     | 2      | 0      | 2      |
| René Makondele     | 15          | 1           | 0           | 1           | 4             | 1             | 0             | 1             | 3          | 0          | 0          | 0          | 1            | 0            | 0            | 0            | 23     | 2      | 0      | 2      |
| Stefan Bergtoft    | 7           | 1           | 1           | 2           | 0             | 0             | 0             | 0             | 0          | 0          | 0          | 0          | 0            | 0            | 0            | 0            | 7      | 1      | 1      | 2      |
| Yannick Bapupa     | 20          | 1           | 1           | 2           | 3             | 0             | 0             | 0             | 6          | 0          | 0          | 0          | 2            | 0            | 0            | 0            | 31     | 1      | 1      | 2      |
| Matias Concha      | 22          | 0           | 2           | 2           | 6             | 0             | 0             | 0             | 5          | 0          | 0          | 0          | 0            | 0            | 0            | 0            | 33     | 0      | 2      | 2      |
| Juraj Dovicovic    | 8           | 1           | 0           | 1           | 2             | 0             | 0             | 0             | 4          | 0          | 0          | 0          | 0            | 0            | 0            | 0            | 14     | 1      | 0      | 1      |
| Tomas Backman      | 11          | 1           | 0           | 1           | 3             | 0             | 0             | 0             | 0          | 0          | 0          | 0          | 1            | 0            | 0            | 0            | 15     | 1      | 0      | 1      |
| Toni Kuivasto      | 24          | 0           | 1           | 1           | 5             | 0             | 0             | 0             | 6          | 0          | 0          | 0          | 3            | 0            | 0            | 0            | 38     | 0      | 0      | 0      |
| Pa Dembo Touray    | 17          | 0           | 0           | 0           | 3             | 0             | 0             | 0             | 6          | 0          | 0          | 0          | 3            | 0            | 0            | 0            | 29     | 0      | 0      | 0      |
| Markus Karlsson    | 15          | 0           | 0           | 0           | 3             | 0             | 0             | 0             | 5          | 0          | 0          | 0          | 3            | 0            | 0            | 0            | 26     | 0      | 0      | 0      |
| Markus Johannesson | 13          | 0           | 0           | 0           | 3             | 0             | 0             | 0             | 6          | 0          | 0          | 0          | 3            | 0            | 0            | 0            | 25     | 0      | 0      | 0      |
| Oskar Wahlström    | 5           | 0           | 0           | 0           | 3             | 0             | 0             | 0             | 0          | 0          | 0          | 0          | 0            | 0            | 0            | 0            | 8      | 0      | 0      | 0      |
| Andreas Isaksson   | 7           | 0           | 0           | 0           | 0             | 0             | 0             | 0             | 0          | 0          | 0          | 0          | 0            | 0            | 0            | 0            | 7      | 0      | 0      | 0      |
| Niclas Rasck       | 3           | 0           | 0           | 0           | 1             | 0             | 0             | 0             | 0          | 0          | 0          | 0          | 3            | 0            | 0            | 0            | 7      | 0      | 0      | 0      |
| Sölvi Ottesen      | 4           | 0           | 0           | 0           | 1             | 0             | 0             | 0             | 0          | 0          | 0          | 0          | 0            | 0            | 0            | 0            | 5      | 0      | 0      | 0      |
| Pär Cederqvist     | 3           | 0           | 0           | 0           | 1             | 0             | 0             | 0             | 0          | 0          | 0          | 0          | 0            | 0            | 0            | 0            | 4      | 0      | 0      | 0      |
| Aziz Corr Nyang    | 2           | 0           | 0           | 0           | 2             | 0             | 0             | 0             | 0          | 0          | 0          | 0          | 0            | 0            | 0            | 0            | 4      | 0      | 0      | 0      |
| Søren Larsen       | 1           | 0           | 0           | 0           | 0             | 0             | 0             | 0             | 1          | 0          | 0          | 0          | 0            | 0            | 0            | 0            | 2      | 0      | 0      | 0      |
| Richard Spong      | 0           | 0           | 0           | 0           | 0             | 0             | 0             | 0             | 0          | 0          | 0          | 0          | 1            | 0            | 0            | 0            | 1      | 0      | 0      | 0      |

### Allsvenskan

#### Mål
1. Andreas Johansson 11 (varav 3 på straff)
2. Geert den Ouden 4
3. Johan Arneng 3
4. Tobias Hysén 3
5. Fredrik Stenman 3
6. Patrick Amoah 2
7. Babis Stefanidis 2
8. Tomas Backman 1
9. Yannick Bapupa 1
10. Abgar Barsom 1
11. Stefan Bergtoft 1
12. Juraj Dovicovic 1
13. René Makondele 1
14. Daniel Sjölund 1
15. Elias Storm 1

#### Assist
1. Tobias Hysén, 9
2. Andreas Johansson, 7
3. Johan Arneng, 2
4. Matias Concha, 2
5. Yannick Bapupa, 1
6. Stefan Bergtoft, 1
7. Geert den Ouden, 1
8. Toni Kuivasto, 1
9. Daniel Sjölund, 1
10. Fredrik Stenman, 1

#### Varningar
1. Andreas Johansson, 6 (1 rött)
2. Abgar Barsom, 4 (1 rött)
3. Geert den Ouden, 4
4. Markus Karlsson, 3 (1 rött)
5. Johan Arneng, 3
6. Stefan Bergtoft, 3
7. Tomas Backman, 2
8. Yannick Bapupa, 2
9. Toni Kuivasto, 2
10. Fredrik Stenman, 2
11. Elias Storm, 2
12. Mattias Concha, 2
13. Markus Johannesson, 1 (1 rött)
14. René Makondele, 1

### Svenska Cupen

#### Mål
1. Andreas Johansson, 4
2. Daniel Sjölund, 3
3. Tobias Hysén, 2
4. Johan Arneng, 2
5. Babis Stefanidis, 1
6. Fredrik Stenman, 1
7. René Makondele, 1
8. Geert den Ouden, 1

#### Varningar
1. Babis Stefanidis, 1
2. Sölvi Ottesen, 1
3. Elias Storm, 1
4. Daniel Sjölund, 1
5. Tobias Hysén, 1
6. Markus Johannesson, 1

### Europaspel

#### Mål
1. Andreas Johansson, 3
2. Tobias Hysén, 3 (1 straff)
3. Abgar Barsom, 1
4. Johan Arneng, 1

#### Assist
1. Johan Arneng, 1

#### Varningar
1. Geert den Ouden, 1
2. Markus Johannesson, 1
3. Markus Karlsson, 1

### Royal League 2004/2005

#### Mål
1. Tobias Hysén, 3
2. Elias Storm, 1
3. Patrick Amoah, 1

#### Assist
1. Patrick Amoah, 1
2. Andreas Johansson, 1

#### Varningar
1. Markus Johannesson, 2
2. Niclas Rasck, 1
3. René Makondele, 1
4. Johan Arneng, 1
5. Jones Kusi-Asare, 1

### Träningsmatcher

#### Mål
1. Geert den Ouden, 5
2. René Makondele, 4
3. Tobias Hysén, 4
4. Patrick Amoah, 3
5. Andreas Johansson, 2
6. Abgar Barsom, 2
7. Daniel Sjölund, 2
8. Pär Cederqvist, 1
9. Fredrik Stenman, 1 (1 straff)
10. Mattias Concha, 1
11. Juraj Dovicovic, 1
12. Markus Johannesson, 1

### Nackas minne

#### Mål
1. Andreas Johansson, 2
2. Geert den Ouden, 2
3. Per Cederqvist, 1
4. Daniel Sjölund, 1
5. Tobias Hysén, 1
6. Babis Stefanidis, 1
7. Stefan Bergtoft, 1

## Övergångar
Efter säsongen 2003 och inför/under säsongen 2004:

### Spelare/ledare in
| Datum            | Nr | Namn               | Från                    | Position    | Kommentar                                                     | Länk            |
| ---------------- | -- | ------------------ | ----------------------- | ----------- | ------------------------------------------------------------- | --------------- |
| 18 december 2003 | 8  | Tobias Hysén       | BK Häcken               | Anfallare   | 4-årskontrakt (tom 31 december 2007).                         | dif.se          |
| 31 januari 2004  | 25 | Patrick Amoah      | Djurgårdens IF Juniorer | Anfallare   | Flyttas upp i A-laget                                         | dif.se          |
| 1 februari 2004  | 2  | Matias Concha      | Malmö FF                | Back        | 3-årskontrakt (tom 31 december 2007)                          | dif.se & mff.se |
| 12 februari 2004 | 77 | Abgar Barsom       | SC Heerenveen           | Mittfältare | 3-årskontrakt (tom 31 december 2006)                          | dif.se          |
| 23 januari 2004  | 30 | Oskar Wahlström    | Västerås SK             | Målvakt     | 3-årskontrakt (tom 31 december 2006)                          | dif.se          |
| 16 juni 2004     | 17 | Søren Larsen       | Brøndby IF              | Anfallare   | 3-årskontrakt (tom 30 juni 2007)                              | dif.se          |
| 1 juli 2004      | 15 | Pa Dembo Touray    | Vålerenga IF            | Målvakt     | Retur av lån.                                                 |                 |
| 5 juli 2004      | 16 | Markus Johannesson | Örgryte IS              | Mittfältare | 4,5-årskontrakt (tom 31 december 2008)                        | dif.se          |
| 9 juli 2004      | 20 | Tomas Backman      | Friska Viljor FC        | Anfallare   | 4,5-årskontrakt (tom 31 december 2008)                        | dif.se          |
| 9 juli 2004      | 5  | Sölvi Ottesen      | Vikingur Reykjavik FC   | Back        | 4,5-årskontrakt (tom 31 december 2008)                        | dif.se          |
| 21 juli 2004     | 19 | Juraj Dovicovic    | FK ZTS Dubnica          | Mittfältare | 6-månaderslån, med köpotion.                                  | dif.se          |
| 22 juli 2004     |    | Kjell Jonevret     |                         | Tränare     | Anställs som headcoach/sportchef med fast anställning.        | dif.se          |
| 21 oktober 2004  | 14 | Kári Árnason       | Vikingur Reykjavik FC   | Mittfältare | 4-årskontrakt (tom 31 december 2008), spelklar november 2004. | dif.se          |

### Spelare/ledare ut
| Datum            | Nr | Namn                    | Till               | Position    | Kommentar                                                                    | Länk            |
| ---------------- | -- | ----------------------- | ------------------ | ----------- | ---------------------------------------------------------------------------- | --------------- |
| 22 oktober 2003  |    | Sören Åkeby             | Aarhus GF          | Tränare     | Lämnade kort efter sista Allsvenska matchen 2003.                            | dif.se          |
| 18 november 2003 |    | Joel Riddez             | Örebro SK          | Anfallare   | Kontraktet går ut, skriver på ett 3-årskontrakt med nya klubben              | svenskafans.com |
| 24 november 2003 | 2  | Patrik Eriksson-Ohlsson | GIF Sundsvall      | Back        | Säljs och skriver på ett 3-årskontrakt med nya klubben.                      | dif.se          |
| 5 december 2003  | 20 | Jesper Blomqvist        | Ny klubb ej klar   | Anfallare   | Kontraktet går ut och båda parter avvaktade en eventuell förlängning.        | dif.se          |
| 12 december 2003 | 16 | Kim Källström           | Stade Rennais FC   | Mittfältare | Säljs för: 17,9 miljoner SEK (Häcken: 16,05, Quesada: 1,05, DFAB: 0,80 MSEK) | dif.se          |
| 15 december 2003 |    | Eldin Kozica            | Enskede IK         | Back        | Lånas ut tom 31 december 2004.                                               | dif.se          |
| 16 december 2003 | 5  | Richard Henriksson      | IF Brommapojkarna  | Back        | Säljs och skriver på ett 2-årskontrakt med nya klubben.                      | dif.se          |
| 2004             |    | Pagguy Zunda            | Carlstad United BK | Anfallare   | Lånas ut tom 31 december 2004.                                               |                 |
| 12 januari 2004  | 8  | Christer Mattiasson     | IF Brommapojkarna  | Anfallare   | Lämnar som Bosman. Skriver på ett 2-årskontrakt med nya klubben.             | dif.se          |
| 16 januari 2004  | 30 | Pa Dembo Touray         | Vålerenga IF       | Målvakt     | Lånas ut ett halvår (tom 30 juni 2004).                                      | dif.se          |
| 31 januari 2004  | 11 | Johan Wallinder         | FC Café Opera      | Anfallare   | Kontraktet gick ut. Skrev på för Café Opera 25 mars 2004.                    | dif.se & dn.se  |
| 31 januari 2004  | 17 | Samuel Wowoah           | Stabæk IF          | Anfallare   | Lånas ut tom 31 december 2004.                                               | dif.se          |
| 24 juni 2004     | 15 | Andreas Isaksson        | Stade Rennais FC   | Målvakt     | Säljs för 1,7 miljoner euro.                                                 | dif.se          |
| 4 juli 2004      | 22 | Aziz Corr Nyang         | Åtvidabergs FF     | Anfallare   | Lånas ut "tills vidare".                                                     | dif.se          |
| 5 juli 2004      | 19 | Pär Cederqvist          | Östers IF          | Anfallare   | Säljs.                                                                       | dif.se          |
| 20 juli 2004     | 14 | Babis Stefanidis        | Brøndby IF         | Anfallare   | Säljs.                                                                       | dif.se          |
| 20 juli 2004     |    | Mikael Dorsin           | Rosenborg BK       | Back        | Rev kontraktet med Strasbourg och blev istället såld till Rosenborg.         | dif.se          |
| 22 juli 2004     |    | Zoran Lukic             | Ny klubb ej klar   | Tränare     | Valde att lämna i samband med att Kjell Jonevret anställdes.                 | dif.se          |
| 9 augusti 2004   | 9  | Geert den Ouden         | ADO den Haag       | Anfallare   | Säljs och skriver på ett 2-årskontrakt med nya klubben.                      | dif.se          |
| 10 november 2004 | 19 | Juraj Dovicovic         | FK ZTS Dubnica     | Mittfältare | Köpoptionen utnyttjas ej                                                     | dif.se          |

### Förlängda kontrakt
| Datum            | Nr | Namn              | Position    | Kommentar                                                   | Länk   |
| ---------------- | -- | ----------------- | ----------- | ----------------------------------------------------------- | ------ |
| 14 november 2003 | 11 | Daniel Sjölund    | Anfallare   | Köpoptionen aktiveras, 3-årskontrakt (tom 31 december 2006) | dif.se |
| 29 mars 2004     | 23 | Yannick Bapupa    | Mittfältare | 3-årskontrakt (tom 31 december 2006)                        | dif.se |
| 29 mars 2004     | 24 | René Makondele    | Anfallare   | 3-årskontrakt (tom 31 december 2006)                        | dif.se |
| 1 april 2004     | 10 | Andreas Johansson | Mittfältare | 3-årskontrakt (tom 31 december 2006)                        | dif.se |

## Föreningen

### Spelartröjor
- Tillverkare: Adidas
- Huvudsponsor: Kaffeknappen i Allsvenskan, Ica i Europaspel
- Hemmatröja: Blårandigt
- Bortatröja: Rödblårandigt i Allsvenskan, Röd i Europaspel
- Spelarnamn: Bara i Europaspel
- Övrigt: